# Triumphwagen (Stollen)
Triumphwagen war ein im 18. Jahrhundert betriebenes Silberbergwerk am Steinberg bei Hasserode im Harz, zu dem auch die Fundgrube „Großes Glück“ gehörte.

## Geschichte
Stollen und Fundgrube lagen in dem Teil der den Grafen zu Stolberg gehörenden Grafschaft Wernigerode, deren Abtretung an das Kurfürstentum Brandenburg im ausgehenden 17. Jahrhundert erzwungen wurde. Aus dem abgetretenen Gebiet wurde das brandenburgische, ab 1701 preußische Amt Hasserode mit zugehörigem Bergrevier gebildet. In diesem Revier lag der Stollen „Triumphwagen“ am unteren Abhang des Steinberges im oberen Drängetal. 
Im Bergrevier Hasserode strichen in der damaligen Zeit verschiedene Erzgänge, darunter auch Silber und Kobalt. Der Muter und Lehnträger der Fundgrube wählte den größten der vermeintlichen Silbergänge aus und ließ dort im Jahre 1727 einen elf Lachter tiefen Schacht absenken. Als Namen dieser Fundgrube wählte er „Großes Glück“ aus in der Hoffnung, selbiges dort zu finden.
Gleichzeitig, mit Unterstützung seiner Mitgewerken, ließ er am Fuß des Steinberges auf einen silberartigen Spatgang, einen tiefen Stollen anlegen und etwa 20 Lachter in das Gebirge treiben. Dieser Stollen erhielt den Namen „Triumphwagen“ in Anlehnung an den Triumphwagen der griechisch-römischen Quadriga auf dem Brandenburger Tor in Berlin.
Etwa zehn Lachter hinter dem Mundloch stießen die Bergleute auf einen Erzgang, den sie etwa zwei Lachter in die Tiefe folgten. Doch die Betreibergewerken hatten nicht die notwendigen finanziellen Mittel für den immer kostenintensiver werdenden Weiterbetrieb des Bergwerkes. Die meisten Gewerken wurden schachtmatt, so dass bereits zum Bergquartal Trinitatis 1730 der Betrieb zum Erliegen kam. Erst zu Reminisecere 1734 sollte sich dies ändern.
Anfang Januar 1734 hatte der preußische Förster Johann Andreas Peltz die Wiederaufnahme des Bergbaus in der gemeinschaftlichen Grube Triumphwagen-Großes Glück angeregt. Er mutete dieses Silberbergwerk und regte öffentlich zum Erwerb von neuen Kuxen an. Insgesamt warb er 51 Kuxbesitzer, die sich am Betrieb des Bergwerkes beteiligten. Fachmännische Unterstützung holte er sich dabei von dem aus der Bergstadt Johanngeorgenstadt im Erzgebirge stammenden früheren Schichtmeister David Andreae, der den Kuxpreis empfahl, auf sechs Taler festzulegen. Andreae wirkte in dieser Zeit als preußischer Bergmeister im Amt Hasserode.
Doch erfüllten sich die in das Silberbergwerk gesetzten hohen Erwartungen nach 1734 nicht, da immer mehr taubes Gestein anstand und daher die Kosten sich weiter enorm erhöhten. Bereits nach kurzer Zeit lehnten die meisten Besitzer der Kuxe den Weiterbetrieb des Bergbauunternehmens ab und gaben keine Zubuße mehr. Dadurch kam das Bergwerk zum Erliegen.
Noch bis in die Mitte des 20. Jahrhunderts wurden im Bereich des Steinbergs Versuche der Wiederaufnahme des Bergbaus unternommen und beispielsweise 1943 das Grubenfeld „Steinberg“ im Oberbergamt Clausthal-Zellerfeld gemutet.
Das Mundloch des Triumphstollens ist heute verschüttet, Reste der Schachtöffnung sind heute noch in der Nähe des Elverssteins zu erkennen.